# Cerkiew Świętych Apostołów Piotra i Pawła w Horodyszczach
Cerkiew Świętych Apostołów Piotra i Pawła – prawosławna cerkiew parafialna w Horodyszczach na Białorusi, w dekanacie kamienieckim eparchii brzeskiej i kobryńskiej Egzarchatu Białoruskiego Patriarchatu Moskiewskiego.

## Historia
Świątynia znajduje się w północnej części wsi. Została zbudowana w XVIII w. z drewna. 

## Architektura
Cerkiew zbudowano w stylu regionalnym z domieszką stylu bizantyjsko-rosyjskiego, widać to na przykładzie wieży-dzwonnicy. Obiekt posiada jedną kopułę zwieńczoną ośmioramiennym krzyżem, dwuspadowy dach, prezbiterium i zakrystię.

## Wnętrze
We wnętrzu znajduje się mały ikonostas i chór. W świątyni zachowały się ikony Matki Bożej, Jezusa Chrystusa, Świętych Piotra i Pawła, Ostatniej Wieczerzy, Świętej Anny z XIX w.